# 盧安達-烏隆地
盧安達-烏隆地（法語：Ruanda-Urundi）在1916年—1924年是比利時的保護國；1924年—1945年，為國際聯盟託管地；二戰後，成為聯合國託管領土，至1962年盧安達和蒲隆地同時獨立為止。

## 历史
在19世纪末及20世纪初，盧安達和蒲隆地被德国占领并与大湖地区的一些国家合併。这个地方与德属东非的大部分地区连在一起，但却很少有德军驻守。
第一次世界大战时，在1916年，此地区被比屬剛果的军队占领。其后，凡尔赛条约把德属东非分成三部分：较大部分的坦噶尼喀由英国接管；最西面的较小部分（即本地区）由比利时接管；洛伏马河以南的一小片土地则被交予葡萄牙管辖。
1924年，国际联盟正式授权比利时托管这两个地区，称其为盧安達-烏隆地。然而，比利时并未完全遵守国际联盟有关二类托管地的规定，而是将其直接置于比属刚果的管辖之下，直到刚果民主共和国在1960年取得独立（在1945年联合国的重新授权前后，该地区的实际管辖情况并未发生过变更）。严格意义上，只在1962年卢旺达、布隆迪两国分别独立前的最后两年里，这一地区是真正被比利时以监督独立为目的而暂时托管的。